# آنژیوادم ارتعاشی
آنژیوادم ارتعاشی نوعی کهیر است که ممکن است در اثر یک صفت اتوزومال غالب به ارث برسد یا ممکن است پس از قرار گرفتن طولانی‌مدت در معرض ارتعاشات شغلی به وجود آید. : 155 